# Серебряний Саул Бенціонович
Саул Бенціонович Сере́бряний (1912—2001) — доктор хімічних наук, професор лауреат Державної премії України в галузі науки і техніки (2001); фахівець з хімії, біоорганічної та біохімії. Заслужений діяч науки і техніки УРСР (1991), заслужений винахідник СРСР[джерело?].

## Життєпис
Народився 1912 року в місті Гомель. 1937-го закінчив хімічний факультет Київського університету з відзнакою, 1946 року — аспірантуру Інституту хімії АН УРСР.
В 1939—1940 роках — учасник бойових дій на фінському фронті, 1941—1945 — на фронтах Другої світової війни.
1946 року захистив кандидатську дисертацію «Будова токсичної сполуки, яку виділяє грибок Стахиботріс альтернанс». З 1946 року — молодший науковий співробітник, від 1950-го — старший науковий співробітник ІОХ АН УРСР. 1949-го під керівництвом академіка А. І. Кіпріанова встановив будову антибіотика йодиніну як похідної феназину; 1950-го вперше синтезував цю біологічно активну сполуку.
1957 року захистив докторську дисертацію «Дослідження в області хімії феназину». 1959 року створив групу хімії білка в лабораторії фізіології активних сполук ІОХ АН УРСР, 1963-го — відділ хімії білка в Інституті мікробіології та вірусології АН УРСР. 1968 року брав участь у створенні Інституту молекулярної біології та генетики АН УРСР, 1987-го — Інституту біоорганічної хімії та нафтохімії АН УРСР.
Протягом 1962—1985 років — професор біологічного факультету Київського університету. На хімічному факультеті читав курс лекцій «Хімія та фізика білка» студентам біологічного факультету.
1978 року присвоєно вчене звання професора за спеціальністю «хімія природних та фізіологічно активних сполук».
Наукові напрями:
- синтез і дослідження реакційної здатності азотистих гетероциклів (зокрема феназину)
- вивчення первинної структури білків та взаємозв'язку між їх будовою і властивостями
- хімічний та ферментативний синтез пептидів
- дослідження біологічних властивостей пептидів
- механізм дії і природа субстратної специфічності ферментів тромбіну та трипсину
- властивості як природних, так і хімічних модифікованих компонентів нуклеїнових кислот.

Як науковець підготував 17 кандидатів і 3 доктори наук.
Нагороджений орденами Вітчизняної війни, «Знак Пошани», 10 медалями. Лауреат премії Ради міністрів СРСР — за успішне встановлення первинної структури білка тіл включень вірусу ядерного поліедрозу тутового шовкопряду (1978).
Автор понад 200 наукових праць з біохімії, молекулярної біології та біоорганічної хімії.
Помер 7 серпня 2001 року в місті Київ.
Лауреат Державної премії України в галузі науки і техніки 2001 року (посмертно) — за цикл робіт «Теорія і практика створення антисигнатурних олігодезоксирибонуклеотидів як універсальних антимікробних засобів»; співавтори Алексєєва Інна Володимирівна, Дубей Ігор Ярославович, Єгоров Олег Володимирович, Макітрук Василь Лукич, Малиновська Лариса Петрівна, Панченко Лариса Петрівна, Скрипаль Іван Гаврилович, Федоряк Дмитро Михайлович, Шаламай Анатолій Севастянович.